# 崇明学宫
崇明学宫，即明清“崇明县学文庙”，位于上海市崇明区城桥镇鳌山路696号，其历史可以追溯到宋朝，元泰定四年（1327年）始建庙学合一的建筑群。自宋、元至明代中叶，崇明诸沙饱受海潮侵袭，州、县治城被迫五迁六建，学宫也随之屡建屡圮。今之崇明学宫为明天启二年（1622年）由知县唐世涵在城壕外东南隅重建，其后又经历多次修缮。
民国以降，崇明学宫曾被小学和其他单位使用。经过近年来的三次整修，逐渐恢复了当年的格局，占地面积扩大至23.21亩，成为上海地区面积最大的孔庙。学宫主要建筑有东西牌坊、棂星门、泮池、登云桥、东西官厅、戟门、乡贤祠、名宦祠、忠义孝悌祠、大成殿、东西庑殿、尊经阁、崇圣祠、明伦堂等。是上海市文物保护单位，崇明区博物馆的所在地。

## 历史沿革
崇明学宫最早修建年代不详，根据清乾隆七年（1742年）崇明知县许惟枚在《重修崇明学宫碑记》之“学宫……有宋迄今历六百余年”一段推断，学宫应建于宋代。元至元十四年（1277年），崇明升为州，学校升为州学。延祐初年，议建文庙，有当地人捐椒园地。泰定四年（1327年），千户杨世兴捐建大成殿五间，學宮同时作为最高学府与祭祀孔子的场所。但此后不久，建筑就毁于潮水。至正年间迁建。
明洪武二年（1369年），学宫降为县学。宣德年间，給事中彭璟请恢复学宫旧制。正统二年（1437年），典史劉清开凿泮池，架橋其上。正统五年（1440年），知县张潮建明伦堂。正统十一年（1446年），有木材顺海水漂至，知县王锐借此增修殿堂、門廡、廚庫、倉廒、射圃、宰牲所、博文斋、约礼斋，以及儒學和學舍二十四間。嘉靖九年（1530年），世宗改革天下礼制，添建啟聖祠。嘉靖二十九年（1550年）和三十五年（1556年），学宫两次迁移。嘉靖三十九年（1560年），知縣范性相又建啟聖宮、敬一亭及名宦祠、鄉賢祠。万历六年（1530年）和十六年（1530年），学宫再次两移其址。万历二十七年（1599年），知縣李官重修大成殿、两庑、棂星门及泮池等建筑，池上建橋，名为“飛虹”。两年后，知縣張世臣筑起“万仞宫墙”，修東西廡与博文、約禮二齋。万历四十五年（1617年），知縣袁仲錫建騰蛟起鳳、興賢仰聖二坊，并在泮池左右增建“奮龍”、“飛鳳”二橋。

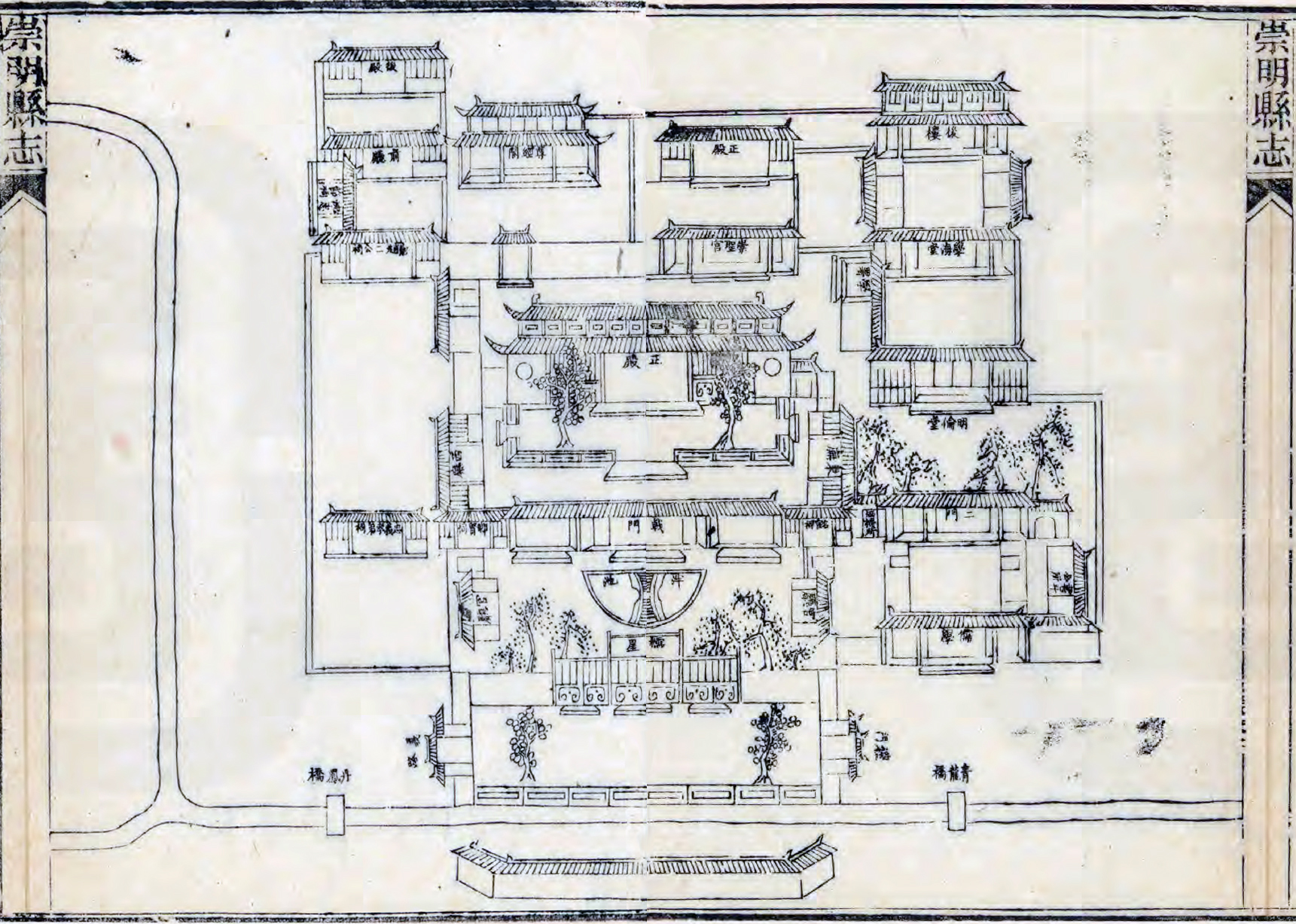
光绪《崇明县志》中的学宫图

天启二年（1622年），知縣唐世涵改建学宫于城濠外東南隅，从此以后，再未迁徙。清順治十五年（1658年），康熙三年（1664年）和二十三年（1684年），雍正五年（1727年），乾隆七年（1742年）、十二年（1747年）、十四年（1749年）、二十五年（1760年）和五十三（1788年）年以及道光七年（1802年），先后由知县重修。同治八年（1869年），知縣曹文煥、教諭鄭鏡清重建大成殿，并修葺各处。
清末停科举，兴新学，学宫渐废。民国二年（1913年）起，學宮內辦起學校，崇圣祠、尊经阁等均为校舍。民国三十一年（1942年），日军强占学宫，将儒学用作營房。抗日战争胜利后，國民黨部隊進駐學宮，拆牆建筑碉堡，照壁上的“萬仞宮牆”四字被毀。1945年9月10日，大成殿和東西兩庑毁于火。1946年后，學宮重新用作校舍，古建筑被改为教室、辦公室、宿舍等。1966年起，學宮又被崇明县社隊工業局、科委、農機工業局、制氧廠、農機研究所等單位使用，原建筑尚存东西两坊、棂星门、泮池、登云桥、戟门、乡贤祠、名宦祠、忠义孝悌祠、崇聖祠、尊經閣以及東西廡。1981年5月，学宫被崇明县革命委员列為县级文物保护单位；1984年5月4日，又被上海市人民政府列入第三批上海市文物保护单位。1995年以来，学宫先后经历三期修复工程，占地面积扩大至23.21亩，成为上海地区占地面积最大的孔庙。

## 佈局
学宫建筑群规模宏大，规制齐备。根据清光绪《崇明县志》之学宫图，学宫坐北朝南，大致分东、西、中三路布局，东为儒学，西为瀛洲书院，中路是孔庙。孔庙的棂星门外还有万仞宫墙，东西牌坊、文昌宫及魁星阁等，
中轴线上的孔庙建筑群，共五重建筑，中轴线自南至北依次为万仞宫墙（影壁）、棂星门、登云桥、泮池、戟门、大成殿。棂星门后为泮池，登云桥飞架正中，左右各为官厅。泮池以北为戟门，左有名宦祠，右有乡贤祠，戟门后经过甬道即至大成殿，两侧各有廊庑。大成殿后，西为尊经阁，东为崇圣宫和崇圣祠，各为封闭院落。目前除影壁、崇圣宫外，其余建筑基本保存完整。
东路的儒学建筑群，亦为五重，自南至北依次建有儒学大门、仪门和书斗公所、明伦堂、学海堂、后楼及东西两厢。现存大门、仪门、明伦堂。
西路的瀛洲书院，为四重建筑，自南至北依次建有书院大门（毁于海潮）、忠义孝悌祠、唐赵二公祠、沈忠节公祠以及前厅、后殿。现已无存。

## 现存建筑

### 文庙

#### 牌坊
牌坊位于学宫外，在棂星门前左右，东西相对，为清康熙二十三年（1684年）知县朱衣点始建，旁边还植有两株树龄约380年的古银杏树。东侧牌坊匾名“ 学海”、“腾蛟”，西侧牌坊匾名“朝宗”、“起凤”，後傾圮。乾隆七年（1742年），知县许惟枚重建，并改东侧匾为“德配天地”，西侧匾为“道冠古今”。乾隆二十七年（1762年）、道光七年（1827年）、同治八年（1869年）先后修葺。光绪年间，匾名复改，东为“礼门”，西为“义路”；到民国初年，又分别改为“奋斗坊”与“和平坊”；1960年，再次更名为“学而不厌”、“诲人不倦”；1988年，匾额恢复为“德配天地”、“道冠古今”；1998年，在两坊间铺设花岗石甬道，增题匾额，东侧为“学海”（外）和“德配天地（内）”，西侧为“朝宗”（外）和“道冠古今”（内）。
牌坊高约10米，上层为砖木结构，下承石制双柱，柱距4.4米，东西厚1.6米，两坊间距33米。石柱前后以石鼓夹抱，上层双重飞檐斗栱。

#### 棂星门

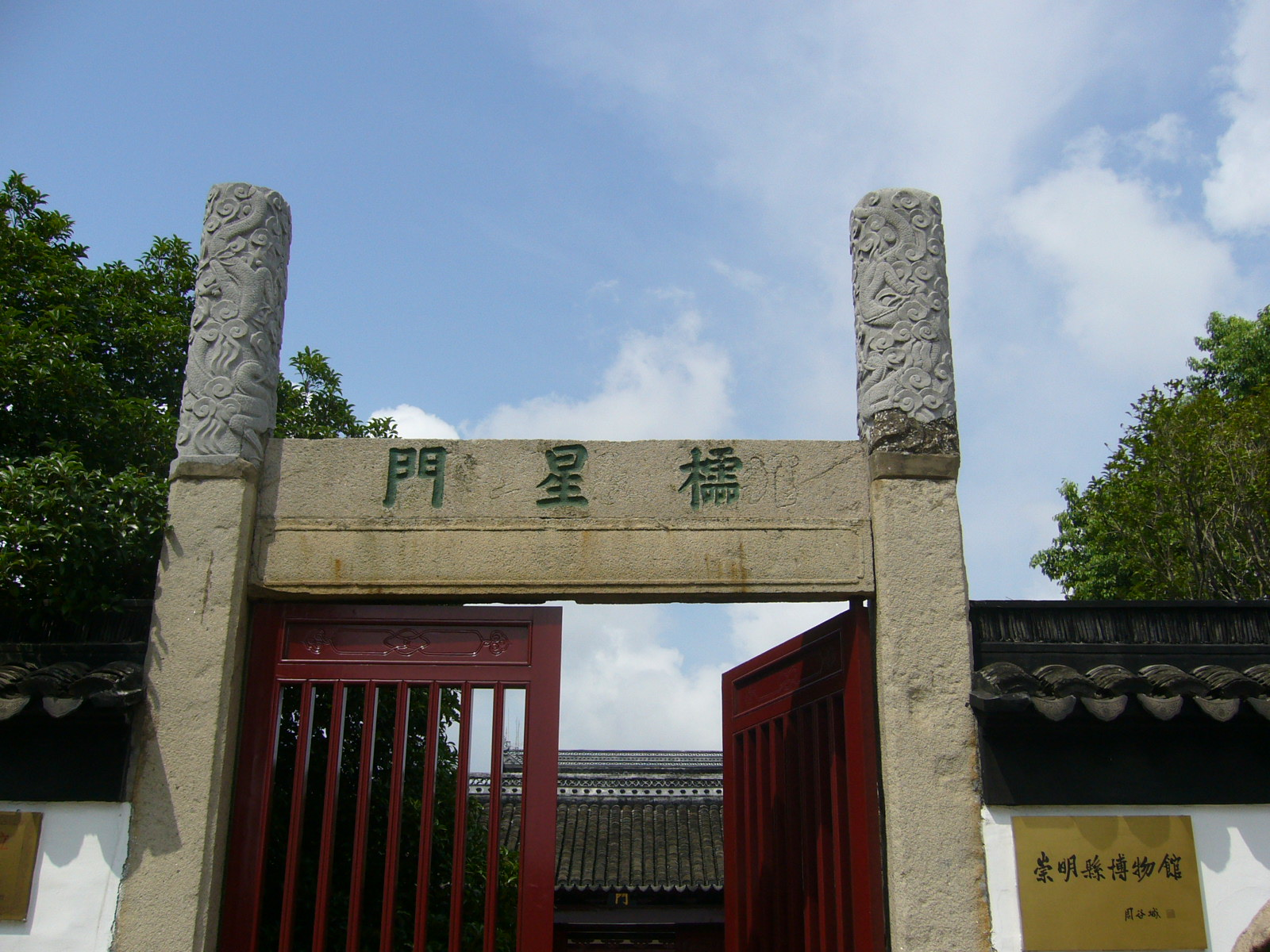
中棂星门

棂星门是文庙的第一道大门，始建于明天启四年（1624年）。清顺治十五年（1658年）、康熙三年（1664年）、乾隆十四年（1749年）、乾隆二十五年（1760年）、同治八年（1869年）由当地官员组织修葺数次。1998年重修时，在门前铺设了花岗岩甬道。
为六柱三间，石柱上刻云头纹，门间各有矮墙分隔。中门宽3.35米，高3.6米，两边门相对较低，各宽2.3米，高3.2米。棂星门前还有石狮一对，花岗石质，连趺座，通高2.25米，狮身长0.9米，胸宽0.6米，雕刻精细生动，为清代县衙门前旧物，“文革”后移至此地。

#### 泮池和登云桥

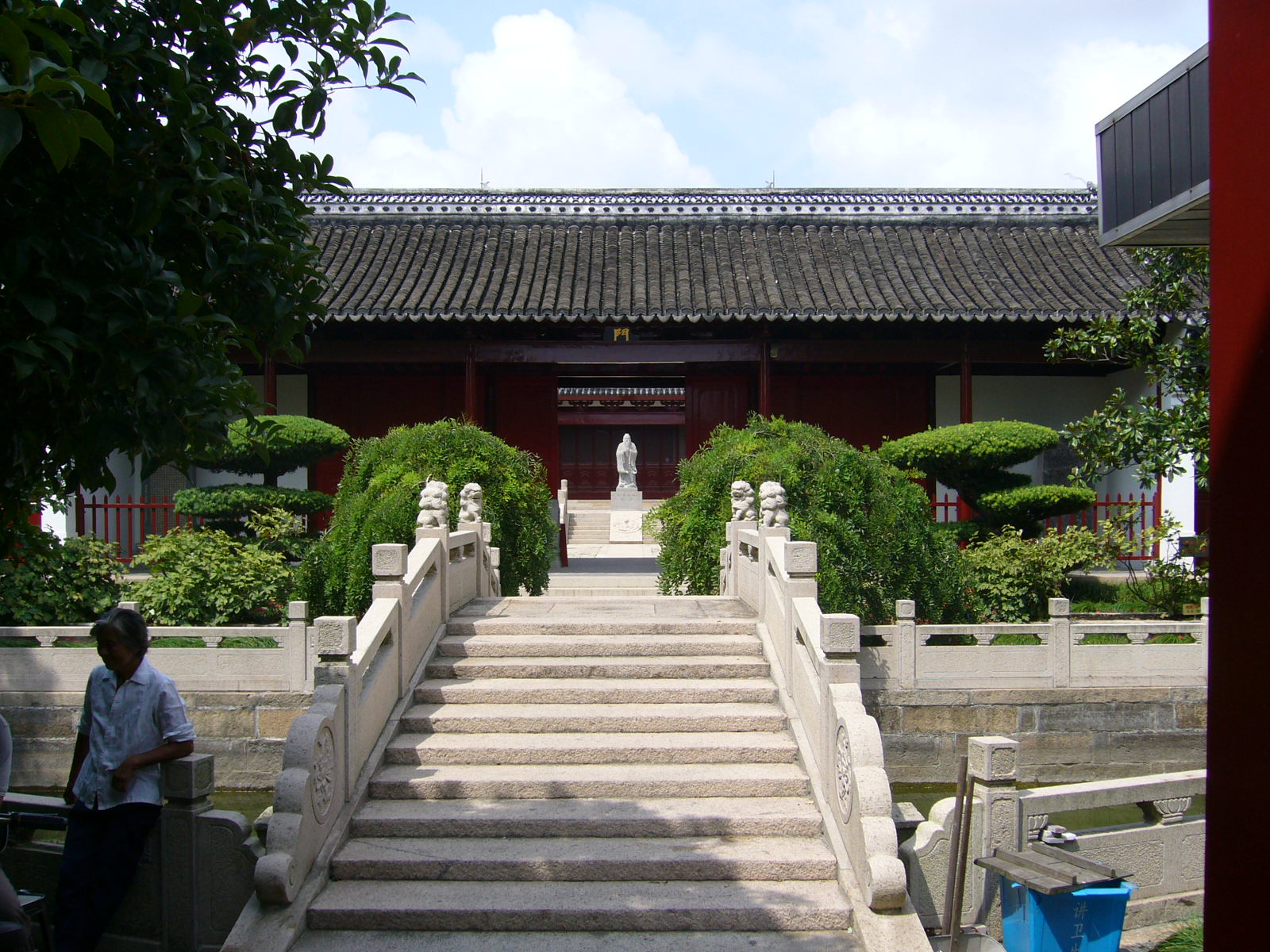
泮池、登云桥和戟门

泮池和登云桥位于棂星门内，康熙年间建，乾隆、道光、同治年间重修。原花岗石池栏、桥台阶及栏杆后来被换为钢筋水泥，到1998年重修时，又重新恢复。
泮池为半圆形，深2.1米，南北径6.16米，东西径11.6米，池底、碧皆为石砌，池周围有石栏。池上正中架单孔石拱桥跨越南北，名为“登云桥”，桥为花岗岩石质，长10.1米，宽2.5米，高3.1米，南北两端各有台阶12级。桥侧拱圈上方阳刻楷书“登云桥”，两侧分水石上阳刻兽纹，方形桥面阳刻回轮图案，桥面四角的桥栏上各踞石狮。

#### 官厅
官厅是官员休息的场所，泮池左右各一，彼此相对，分别为东官厅和西官厅。根据清乾隆《崇明学宫图》，当时东侧名“礼门”，西侧名“义路”，到光绪《崇明学宫图》中则已改为今名。1998年修葺，现辟为博物馆办公区。
东官厅南北阔10.1米，进深6.5米，高6.5米；西官厅南北阔10.2米，进深7.4米，高6.5米。

#### 戟门

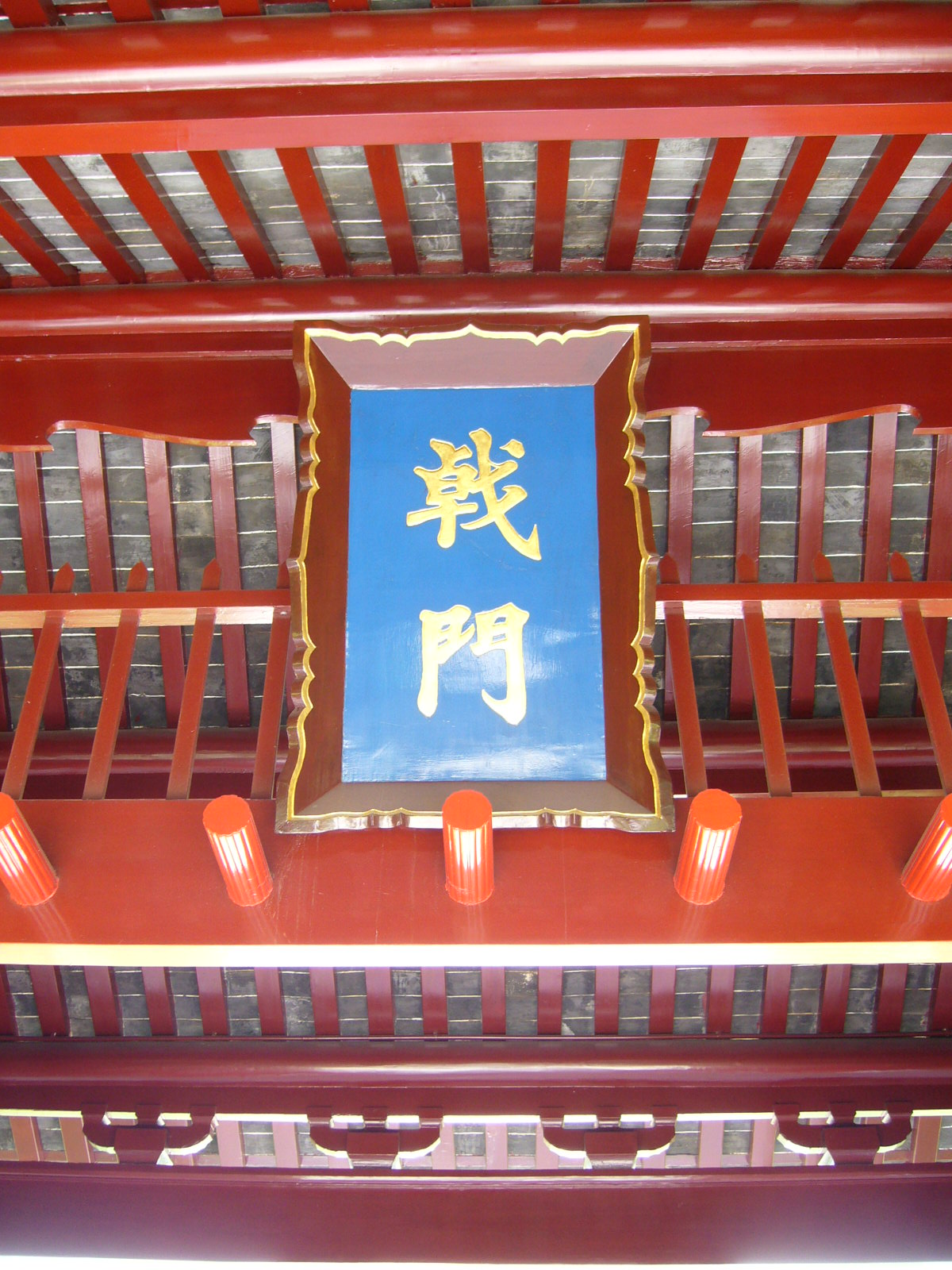
戟门牌匾

戟门又称“大成门”，位于泮池以北，建于清初，知县解铭曾重修。根据康熙《崇明学宫图》，戟门五楹，内梁中三楹较高，两侧二楹略低。1986年，戟门被辟为博物馆展厅。1998年恢复原貌。
今之戟门东西长17.5米，南北深6.6米，高8米。

#### 大成殿

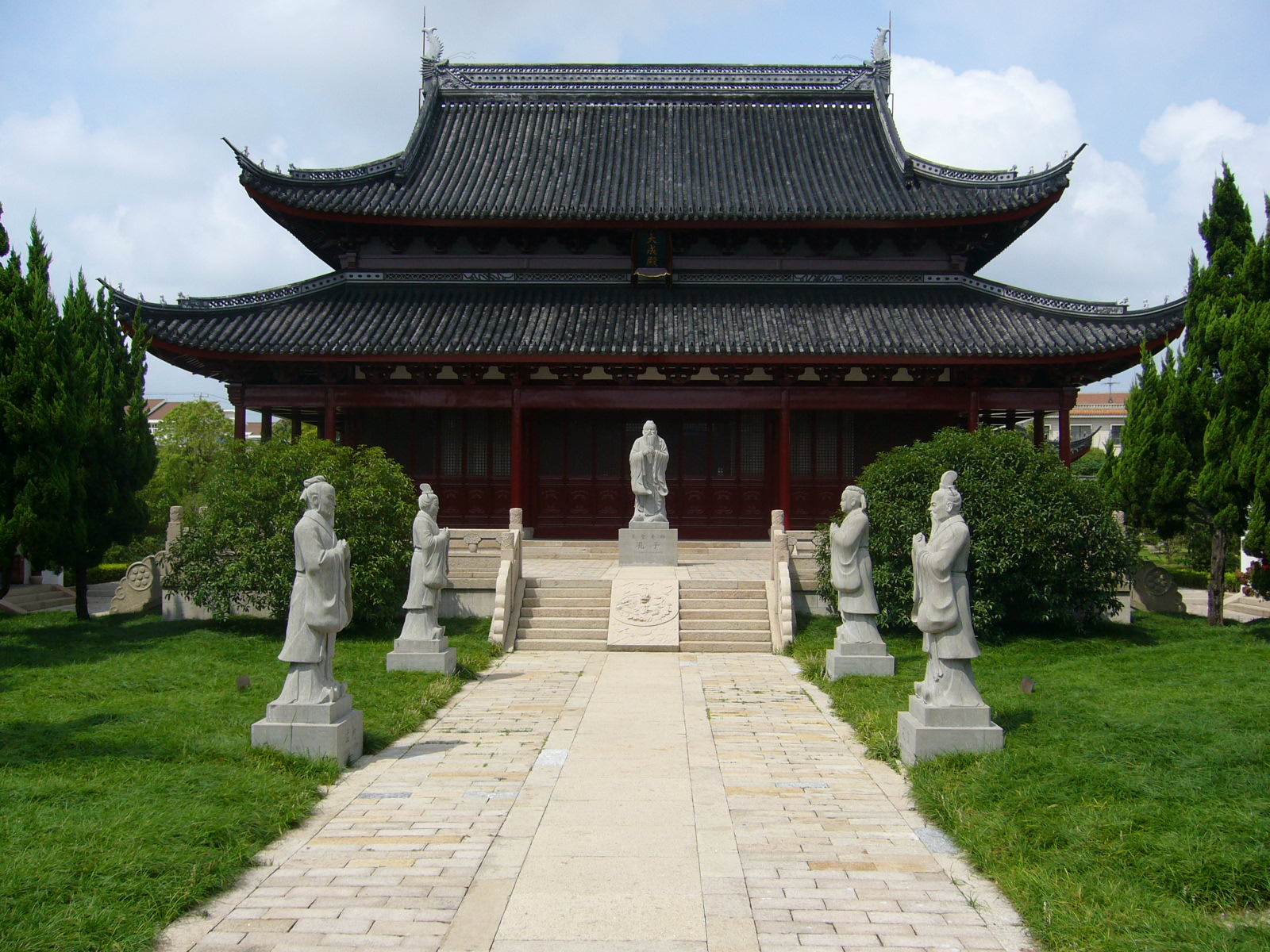
大成殿及殿前石像

大成殿是学宫的主体建筑，原为奉祀孔子的主要场所，始建于清康熙初年，旧殿三楹，後倾塌。乾隆初，許惟枚及当地士紳重建为五楹。乾隆二十五年（1760年），知县赵廷健添置匾额并重修。同治八年（1869年），知县曹文焕重建，仍为五楹。1945年9月10日，大成殿被火烧毁。1997年，上海市文物管理委员会重建。现殿内用于展出“崇明岛史与古船”陈列。
重建的大殿面阔五间，长21.3米，进深17.3米，高15.3米，总面积为368.5平方米，双层重檐歇山顶，重昂斗栱。殿体建在高1米的月台之上，月台长16.2米，宽9.6米，面积约155平方米，正中安置孔子石像，东、西、南三面围以石栏，中央各出石阶。殿前甬道长18.5米，宽5米，两旁“四配”即颜回、曾参、孔伋、孟轲四人石像分立左右。庭中遍植松柏蟠槐。

#### 尊经阁

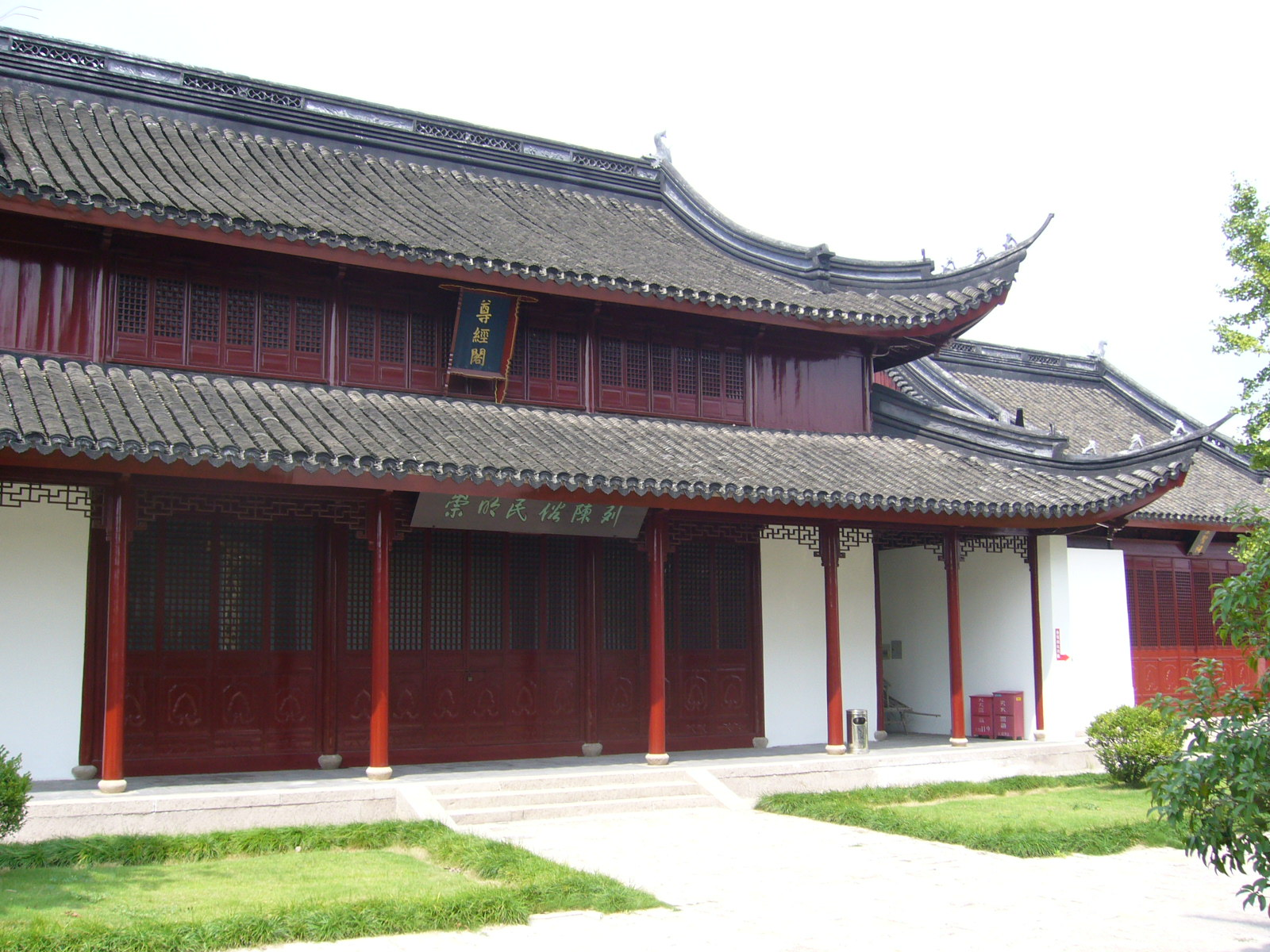
尊经阁和崇圣祠

尊经阁位于大成殿後偏西，曾是收藏儒家经典的场所。始建于明天启四年（1624年），清乾隆、道光年间重修。1991年又进行修葺。目前阁内为“崇明民俗”陈列。
尊经阁地基长18.65米，宽14.4米，占地268.56平方米。分上下两层，各五开间，下层面阔18米，深13.45米，高5米，建筑面积为242.1平方米；上层面阔13.8米，深9.25米，高7.5米，建筑面积为127.65平方米。重檐歇山顶，双层飞檐，四垂斗栱，四周建有回廊。

#### 崇圣祠
崇圣祠是奉祀孔子父母的场所，位于大成殿以北，尊经阁东侧，清雍正五年（1727年）建，乾隆、同治年间重修。殿前原有大门，与庑房组成一封闭院落，现已无存。1991年，正殿得到修复，用于展出“崇明民俗”陈列。
现时的正殿，面阔三间，面阔12.5米，进深11.75米，高11米，占地面积 169.62平方米。单檐歇山顶，重昂斗栱。

### 儒学

#### 大门
大门位于棂星门以东，乾隆二十五年（1760年）由知县赵廷健修葺，见于清光绪《崇明学宫图》。民国四年（1915年）改为崇明县立初级中学校门。2004年修复。
大门面阔10.7米，宽8.8米，高8米，建筑面积约94平方米。

#### 仪门
仪门在大门以北，在乾隆和光绪年间的《崇明学宫图》中分别标为“佑门”和“二门”。2001年修复，现改造为“黄丕谟版画陈列室”。
仪门面阔10.6米，深9.7米，高9.07米，建筑面积102.8平方米。

#### 明伦堂
明伦堂位于仪门以北，是儒学的主要建筑，始建于明天启四年（1624年），清雍正、乾隆年间又加修葺。2001年重新修复，现为博物馆的临时展厅。
明伦堂面阔五间20.6米，深12.7米，高10.37米，建筑面积为261.6平方米。

## 崇明区博物馆
崇明区博物馆创建于1959年7月1日，1980年迁至崇明学宫，1987年元旦对外开放，1999年经整修后重新开放。博物馆主要分为两部分，分别是崇明岛史与古船陈列、崇明民俗陈列，介绍了崇明岛的形成和发展历史，所展出的两艘古船，是唐宋时期的原物。博物馆还介绍了崇明的民宅、农耕、纺织等，向游客介绍崇明的方方面面。

## 著名人物
学宫出身的著名人物有：
- 沈廷扬：明末海运专家、兵部右侍郎；
- 宋德宜：清初政治人物，官至文华殿大学士，长洲人，寄籍崇明为学宫弟子；
- 黄礽绪：康熙六年（1667年）丁未科会元，殿试二甲39名；
- 何焯：清校勘家，“清初四大家”之一，长洲人；
- 王希曾：清康熙五十二年（1713年）癸巳科进士，曾任山东学政；
- 沈文镐：清雍正十一年（1733年）癸丑科探花、官至山西提学使；
- 袁铣：清监察御史；
- 柏谦：清福建主考、常熟游文书院主讲；
- 李凤苞：清末驻外公使、外交家；
- 王清穆：清商部右丞、实业家；
- 曹炳麟：民国《崇明县志》总纂、教育家。

### 引用
1. ↑  国家文物局主编. . 北京：中华地图学社. 2017-01: 136–140. ISBN 978-7-80031-643-2.
2. 1 2 3  . 崇明县博物馆. （原始内容存档于2010-01-02）.
3. ↑  光緒《崇明縣志·卷三》頁十三：“元至元十四年陞為州學，延祐初議建文廟，邑人顯德捐椒園地充用。泰定四年，邑人海運千戶楊世興捐建大成殿五間，旋圯於潮。至正遷建於崇文坊。”
4. ↑  光緒《崇明縣志·卷三》頁十三～十五：“明洪武二年改縣學。宣德初，邑人給事中彭璟請修復學宮舊制，浙江處州府同知邑人張槤置祭器。正統二年典史劉清鑿泮池架橋其上。五年，知縣張潮建明倫堂。十一年，有桴材漂海至，知縣王銳以之增修殿堂、門廡、廚庫、倉廒、射圃、宰牲所、博文、約禮二齋及儒學並學舍二十四間。成化六年，知縣汪士逵修。二十年，邑人顧僅捐建欞星門，柱以石。嘉靖九年，建啟聖祠於後。二十九年，遷平洋沙卜學基於城東南。三十五年，兵備道熊桴命知縣紀元凱改建於東街，并置祭器。三十九年，知縣范性相……又建啟聖宮、敬一亭及名宦、鄉賢二祠。萬歷六年，知縣何懋官改建於東南小校場。十六年，城遷。知縣李大經建學宮於城東南。二十七年，知縣李官重修大成殿、東西兩廡、欞星門、尊經閣、敬一亭及泮池等處，池上建橋曰飛虹。二十九年，知縣張世臣築萬仞宮墻，修東西廡，博文、約禮二齋。四十五年，知縣袁仲錫修騰蛟起鳳、興賢仰聖二坊，泮池左右建奮龍、飛鳳二橋。”
5. ↑  光緒《崇明县志·卷一》 圖
6. ↑  光緒《崇明縣志·卷三》頁十五～十八：“天啟二年，知縣唐世涵改建於城濠外東南隅。國朝順治十五年知縣陳慎訓導左國楨，康熙三年，總兵張大治、知縣龔榜諸生陳旦，二十三年，知縣朱衣點。雍正五年，知縣張文英先後重修。乾隆七年知縣許惟枚重修。十二年，知縣于中行，十四年，知縣張世友並重修。二十五年，知縣趙廷健重修。五十三年，知縣張感熊，道光七年知縣王青蓮重修。同治八年，知縣曹文煥、教諭鄭鏡清重建大成殿並修葺諸處。邑人浙江試用同知施天松戟十二枝，大鐘一懸。”
7. ↑  . 人民网.   [2009-10-04]. （原始内容存档于2013-01-01）.
8. ↑  光緒《崇明縣志·卷三》頁十九：“左右坊：舊坊左曰學海，右曰朝宗，朱衣點建，傾圮。許唯枚重建，左曰德配天地，右曰道冠古今，趙廷健、王青蓮、曹文煥踵修。”
9. ↑  . 崇明县博物馆.   [2009-09-28]. （原始内容存档于2009-11-26）.
10. ↑  光緒《崇明縣志·卷三》頁十九：“欞星門：陳慎、左國楨、張大治、龔榜、陳旦、張文英、許唯枚、張世友、趙廷健、曹文煥踵修。”
11. ↑  . 崇明县博物馆.   [2009-09-28]. （原始内容存档于2009-11-26）.
12. ↑  . 崇明县博物馆.   [2009-09-28]. （原始内容存档于2009-11-26）.
13. ↑  . 崇明县博物馆.   [2009-09-28]. （原始内容存档于2009-11-26）.
14. ↑  光緒《崇明縣志·卷三》頁十九：“大成殿：舊殿三廡，傾圮。許惟枚及紳士重建五楹，趙廷健增懸殿額並修。張感熊、王青蓮、曹文煥踵修。”
15. ↑  . 崇明县博物馆.   [2009-09-28]. （原始内容存档于2010-01-02）.
16. ↑  . 崇明县博物馆.   [2009-10-05]. （原始内容存档于2010-01-02）.
17. ↑  . 崇明县博物馆.   [2009-10-04]. （原始内容存档于2010-01-02）.
18. ↑  . 崇明县博物馆.   [2009-10-09]. （原始内容存档于2010-01-02）.
19. ↑  . 崇明县博物馆.   [2009-10-06]. （原始内容存档于2010-01-02）.
20. ↑  . 崇明县博物馆.   [2009-10-06]. （原始内容存档于2010-01-02）.
21. ↑  . 上海电子博物馆.   [2012-05-17]. （原始内容存档于2016-03-04）.

## 外部連結
- 崇明县博物馆 （页面存档备份，存于）